# Uchentein
Uchentein era una comuna francesa situada en el departamento de Ariège, de la región de Occitania, que el 1 de enero de 2017 pasó a ser una comuna delegada de la comuna nueva de Bordes-Uchentein al unirse con la comuna de Les Bordes-sur-Lez.

## Demografía
| Gráfica de evolución demográfica de Uchentein entre 1800 y 2014 |
|                                                                 |

Los datos demográficos contemplados en este gráfico de la comuna de Uchentein se han cogido de 1800 a 1999 de la página francesa EHESS/Cassini, y los demás datos de la página del INSEE.